# Jo Jo Dancer – Dein Leben ruft
Jo Jo Dancer – Dein Leben ruft (Originaltitel: Jo Jo Dancer, Your Life Is Calling) ist eine US-amerikanische Filmbiographie aus dem Jahr 1986 von Richard Pryor. Pryors Regiedebüt zeigt semi-biographisch die Lebensgeschichte der fiktiven Figur des Jo Jo Dancer, die sehr stark an das Leben Pryors und dessen berühmten Unfall, bei dem er sich im Kokain-Rausch selbst anzündete, angelehnt ist.

## Handlung
Der erfolgreiche Komiker Jo Jo Dancer wird nach einem Drogenexzess mit schwersten Verbrennungen ins Krankenhaus eingeliefert, wo er im Sterben liegt. Dabei trennt sich von seinem Körper sein gutes Alter Ego, welches sich auf der Suche nach dem Grund für diesen Absturz in der eigenen Vergangenheit macht. Während Jo Jo gegen den Tod kämpft, reist sein Alter Ego nach in dessen Kindheit nach Morton, Ohio, wo er als Sohn von Besitzern eines Freudenhauses aufgewachsen ist. Allerdings erfährt er trotz hervorragender Leistungen in der Schule kaum Liebe in der Familie, weswegen es ihm umso leichter fällt diese für eine mögliche Karriere als Komiker zu verlassen. Er hat von einem Clubbesitzer aus Cleveland das Versprechen erhalten, dort aufzutreten und da seine Frau nicht an ihn glaubt, verlässt Jo Jo auch sie für diese Möglichkeit. Doch in Cleveland angekommen erhält er weder diese Zusage, noch überhaupt einen Job, weswegen er kurz vor der Obdachlosigkeit steht, bevor ihm die Bartänzerin Satin Doll einen Auftritt im Nachtclub verschafft.
Von da an läuft seine Karriere. Mit dem ersten Kontakt zu Alkohol wird er entspannter und seine Auftritte immer bejubelter. Nur versucht eines Tages der Nachtclubbesitzer seine Gage einzubehalten, weswegen Jo Jo bewaffnet sein Büro stürmt und seine Bezahlung fordert. Allerdings ist dieser weniger amüsiert, weswegen er kurz davor steht ihn totzuschlagen, wäre nicht Det. Lawrence erschienen, um den Nachtclubbesitzer zu überzeugen, ihn in Ruhe zu lassen und doch zu bezahlen. Doch dafür muss Jo Jo die Stadt verlassen, und so reist er nach Kalifornien, wo er die schöne Dawn kennenlernt, mit der er in Wilder Ehe lebt. Aber mit dem weiteren Erfolg seiner Karriere stellt sich auch ein intensiverer Drogenkonsum ein. Und so ist es eine Drogenparty, auf der Jo Jo entsetzt feststellen muss, dass seine Dawn ihn betrügt, als er sie beim Sex mit einem anderen Mann erwischt.
Er verlässt sie daraufhin und lernt etwas später Michelle kennen, in die er sich verliebt und die seinen Aufstieg zum Filmstar begleitet. Doch da er sich immer mehr dem Alkohol zuwendet, mit mehreren fremden Frauen schläft und von seiner Eifersucht geblendet, immer wieder mit Michelle streitet, verliert er auch sie. Völlig alleingelassen erkennt er, dass nur seine Oma ihn einst wirklich aufrichtig liebte und sich um ihn kümmerte. Er selbst glaubt, dass er sein Leben verwirkt habe, weswegen er sich in seinem berauschten Wahn selbst mit Alkohol überschüttet und sich anschließend anzündet.
Doch im Krankenhaus liegend, stellt er fest, dass alle seine Ex-Frauen sich um ihn sorgten und zum Besuch erschienen. Mit seinem Alter Ego erkennt er, was schieflief und schließt anschließend Frieden mit ihm bzw. sich selbst, so dass er erfolgreich die Reha übersteht und anschließend erfolgreich ein Comedy-Programm über sich selbst spielen kann.

## Kritik
Der Film erhielt gemischte Kritiken. So zählte die Internetseite Rotten Tomatoes von zwölf gewerteten professionellen Kritiken sechs positive, was einem Wert von 50 % entspricht. Vom breiten Publikum wurde der Film mit 79 % positiv gewertet. Dies wiederum wird vom Onlinefilmarchiv Internet Movie Database, einer weiteren Plattform, auf der normale Kinofreunde ihre Filmkritiken abgeben können, mehr als bestätigt, denn dort gaben bislang 1.711 Filmfans dem Film durchschnittliche 6,3 von 10 möglichen Punkten.
In der liberalen Tageszeitung New York Times meinte Vincent Canby, dass Jo Jo Dancer – Dein Leben ruft „kein Film sei, den man einfach schauen könnte“, was wohl weniger an der Schauspielleistung Pryors, sondern vielmehr an dem „oberflächlichen Material“ liege, welches sich Pryor und seine Schreiber selbst gaben. Und wegen des verschenkten Potentials und dem ungenauen Zeigen von Lebenssituationen kam Canby zum Schluss, dass „Jo Jo Dancer sehr weit weg von einem großartigen Film“ sei.
Und obwohl der Film ein offenes Ende hat und somit „der dritte Akt fehlt“, fand der renommierte Filmkritiker Roger Ebert in der Chicago Sun-Times, dass Jo Jo Dancer – Dein Leben ruft ein Film über „Schmerz, [Wahrheit], aber auch viel Wärme und Nostalgie“ sei. Allerdings sei Pryor auch „ein großes Risiko mit dem Film eingegangen, denn er spiele seine Geschichte ehrlich und gerade heraus“.
Das Lexikon des internationalen Films schrieb, dass der Film über die „teilweise pathetische Verarbeitung persönlicher Erlebnisse nicht hinauskommt“.

## Hintergrund
- Nachdem sich Richard Pryor am 9. Juni 1980 im Kokainrausch selbst anzündete und ins Krankenhaus eingeliefert wurde, gab es mehrere Gerüchte um die Gründe, weswegen Jo Jo Dancer als Antwort darauf verstanden wird.[6] Richard Pryor gab weiterhin auch an, dass sein Leben als Vorlage für die Figur des Jo Jo Dancer benutzt wurde, wobei er Jo Jo zwar verkörpere aber nicht selbst sei.[7]
- Die Schlussszene hat große Ähnlichkeit mit den beiden Konzertfilmen Richard Pryor Live on the Sunset Strip und Richard Pryor Here and Now, die Pryor beide nach seinem Kokainunfall aufnahm.

## Auszeichnungen
- Beim Young Artist Award 1987 wurde E'Lon Cox nominiert

## Veröffentlichung
Jo Jo Dancer startete am 2. Mai 1986 in den US-amerikanischen Kinos und konnte die ebenfalls neugestarteten Blue City und Karate Tiger mit einem Einspielergebnis von 4,8 Mio. US-Dollar auf Platz 2 und 11 der Kinocharts verweisen. Insgesamt spielte der Film 18 Mio. US-Dollar ein. In Deutschland erschien der Film am 14. Juli 1987 direkt auf VHS.